# 623 TCN
623 TCN là một năm trong lịch La Mã.